# 昆明高原鳅
昆明高原鳅（学名：Triplophysa grahami）为輻鰭魚綱鯉形目條鳅科高原鳅属的鱼类，俗名葛氏条鳅、格氏巴鳅，是中国的特有物种。分布于金沙江的支流及弥渡的礼社江上游、云南的螳螂川等，一般栖息于河流缓流河段石隙或水草中，體長可達9.1公分。该物种的模式产地在昆明滇池云南府。

## 扩展阅读
維基物種上的相關：昆明高原鳅